# Filip al II-lea de Auvergne
Filip de Burgundia (n. 10 noiembrie 1323 – 10 august 1346) a fost conte de Auvergne și de Boulogne.
Filip a fost unicul fiu și moștenitor al lui Odo al IV-lea, duce de Burgundia, ci Ioana a III-a de Burgundia. Mama sa era fiica regelui Filip al V-lea al Franței cu contesa Ioana a II-a.
Filip a fost căsătorit cu Ioana I, Contesă de Auvergne, din cca. 1338.
În 1340, el a luptat alături de tatăl său pentru a apăra orașul Saint-Omer împotriva atacurilor contelui Robert al III-lea de Artois. În 1346, Filip a participat la asediul asupra Aiguillon, condus de viitorul rege Ioan al II-lea al Franței, murind în timpul acestei expediții, ca urmare a unei căderi de pe cal pe când traversa un șanț de apărare.
Văduva va sa Ioana se va recăsători în 1349, cel de al doilea soț al ei fiind regele Ioan al II-lea. Dat fiind că Filip nu a avut alți copii de pe urma căsătoriei cu Ioana, viitorul casei de Burgundia a trecut în mâinile tânărului său fiu Filip (1346–1361), care va muri fără moștenitori.